# Сила Коріоліса

В інерціальних системах координат (верхня частина малюнку), чорний об'єкт рухається по прямій. Однак, для спостерігача (червона крапка), що знаходиться в системі координат, що обертається (нижня частина малюнку), рух об'єкта уявляється криволінійним.

Си́ла Коріоліса  (за іменем французького вченого Гаспара-Гюстава Коріоліса) — одна з сил інерції, яка існує в системі відліку, що обертається, і виявляється при русі в напрямі під кутом до осі обертання.

## Фізична природа
Причина появи сили Коріоліса в коріолісовому прискоренні. Для того, щоб тіло рухалося з коріолісовим прискоренням, необхідне прикладення сили до тіла, рівної F = ma, де а — коріолісове прискорення. Відповідно, тіло діє згідно із третім законом Ньютона з силою протилежної спрямованості. FK = — ma. Сила, яка діє з боку тіла, і називатиметься силою Коріоліса.
При обертанні диска, далі від центру точки рухаються з більшою дотичною швидкістю, ніж ті, що знаходяться ближче до центру. Якщо ми хочемо перемістити деяке тіло уздовж радіусу, так, щоб воно залишалося на радіусі, то нам доведеться збільшити швидкість тіла, тобто, додати йому прискорення. Якщо наша система відліку обертається разом з диском, то ми відчуємо, що тіло «не хоче» залишатися на радіусі, а прагне зміститися — це і є сила Коріоліса.
У інерціальних системах відліку діє закон інерції, тобто, кожне тіло прагне рухатися по прямій і з постійною швидкістю. Якщо розглянути рух тіла, рівномірний уздовж деякого радіуса, що обертається, і направлений від центру, то стане ясно, що для того щоб він здійснився, потрібно додавати тілу прискорення, оскільки чим далі від центру, тим більше повинна бути дотична швидкість обертання. Це означає, що з погляду системи відліку, що обертається, якась сила намагатиметься змістити тіло з радіуса.
Якщо обертання відбувається за годинниковою стрілкою, то тіло, що рухається від центру обертання, прагне зійти з радіуса вліво. Якщо обертання відбувається проти годинникової стрілки — то вправо.

## Коріолісове прискорення
У системі координат, яка обертається навколо осі із кутовою швидкістю {\displaystyle \mathbf {w} }, тіло, що рухається із
лінійною швидкістю {\displaystyle \mathbf {v} }, має прискорення
{\displaystyle \mathbf {a} =-2\mathbf {w} \times \mathbf {v} }.
Відповідна сила, яка змушує тіло рухатися з таким прискоренням повинна дорівнювати
{\displaystyle \mathbf {F} =-2m\mathbf {w} \times \mathbf {v} },
де m — маса тіла.
Коріолісова сила перпендикулярна до осі обертання і до швидкості тіла. Якщо тіло рухається вздовж осі обертання, коріолісової сили не виникає. Найбільше значення коріолісова сила має тоді, коли тіло рухається перпендикулярно до осі обертання.

## Прояви Коріолісової сили
Сила Коріоліса виявляється, наприклад, в роботі маятника Фуко. Крім того, оскільки Земля обертається, то сила Коріоліса виявляється і в глобальних масштабах. У Північній півкулі сила Коріоліса направлена вправо від руху, тому праві береги річок, що течуть у меридіанному напрямку, в північній півкулі крутіші — їх підмиває вода під дією цієї сили. У Південній півкулі все відбувається навпаки (закон Бера). Сила Коріоліса відповідальна також і за виникнення циклонів і антициклонів. 
Всупереч популярній думці, малоймовірно, що сила Коріоліса впливає на напрям закручування води у раковині (ванні), оскільки Земля обертається дуже повільно (один оберт за добу), і ця сила дуже мала.
Деякими прикладами прояву та впливу сили Коріоліса є:
- Вітер та погода в цілому: сила Коріоліса відхиляє вітер, що призводить до утворення циклонів і антициклонів. У Північній півкулі вітер у циклонах обертається проти годинникової стрілки, а в антициклонах – за годинниковою стрілкою. У Південній півкулі все відбувається навпаки. Відповідно, усі погодні явища також формує згадана «обертова» сила Коріоліса;
- Океанічні течії: окремо варто згадати, що сила Коріоліса також відхиляє океанічні течії. Це призводить до утворення кругових течій, таких як Гольфстрим, які переносять тепло та поживні речовини по всьому світу;
- Траєкторія польоту артилерійських снарядів: сила Коріоліса також впливає на рух снарядів. При пострілі на дуже великі відстані снаряди можуть відхилятись дещо вправо в Північній півкулі та вліво в Південній (відповідно)[2].